# اوو مورالس
خوان اوو مورالس آیما (به اسپانیایی: Juan Evo Morales Ayma) معروف به ایوو (evo) یا اوو مورالس (به اسپانیایی: Juan Evo Morales Ayma) (زاده ۲۶ اکتبر ۱۹۵۹ در Isallavi) رئیس‌جمهوری پیشین کشور بولیوی و نخستین رئیس‌جمهور این کشور از نژاد مردم بومی آن بود.

## زندگی
بولیوی اصلی‌ترین تولیدکننده برگ کوکا در جهان است. این برگ در جهان به عنوان ماده اولیه کوکائین استفاده می‌شود. فراگیر شدن استفاده از کوکائین باعث شد دولت‌های جهان برای مبارزه با این ماده مخدر به مبارزه مسلحانه با تولیدکنندگان کوکائین روی بیاورند و کشاورزان کوکا با فشار فزآینده جهانی روبه‌رو شوند. اما کشاورزان می‌گویند آنها هزاران سال گیاه کوکا را پرورش داده‌اند و کوکا علاوه بر استفاده مذهبی، بخشی از فرهنگ محلی آنان نیز محسوب می‌شود.
اوو مورالس از نژاد مردم آیمارا از بومیان آمریکای لاتین است. او در آغاز از پرورش‌دهندگان گیاه کوکا بود. اوو مورالس پیش از رسیدن به قدرت، در مبارزات بومیان کشاورز کوکا علیه طرح مشترک ایالات متحده آمریکا و بولیوی برای مبارزه با مواد مخدر نقش کلیدی داشت. او همچنین پس از رسیدن به قدرت، به مخالفت با طرح آمریکا برای مبارزه با مواد مخدر در بولیوی ادامه داد.

ویفالا پرچم مردم آیمارا است.

مورالس سرانجام در انتخابات ریاست جمهوری در سال ۲۰۰۵ پیروز شد. او پس از سه دوره ریاست‌جمهوری، در سال ۲۰۱۹ و در پی اعتراض‌های گسترده به نتیجه انتخاباتی که او را با تقلب برای چهارمین دوره، به ریاست‌جمهوری بولیوی می‌رساند با درخواست سران ارتش برای کناره‌گیری، از سمت خود کنار رفت و در مکزیک پناهنده شد.

## سبک زندگی
رفتار مورالس با دیگر رئیس‌جمهوران پیشین در آمریکای لاتین متفاوت بود. برای نمونه وی در ۲۸ ژانویه ۲۰۰۶ حقوق خود را تا ۵۷ ٪ کاهش داد و به ۱٫۸۷۵ دلار آمریکا در ماه رساند.
مورالس مجرد است و پیش از انتخابات ریاست جمهوری، آپارتمانی را با دیگر افسران MAS شریک بود و با خواهر خود زندگی می‌کرد. وی همچنین علاقه زیادی به انتخاب لباس دارد و در دیدارهای رسمی خود با رؤسای کشورهای جهان، بیشتر لباس‌های خط‌دارِ راه‌راه می‌پوشید. وی در دیدارهای رسمی از پیراهن سفیدی بدون کراوات استفاده می‌کرد که این مسئله در عصر مدرن در مورد مقامات ارشد آمریکای لاتین، امری بی‌سابقه است. او همچنین، از یک ژاکت سیاه‌رنگ به نام Chompa استفاده می‌کرد. ژاکت Chompa از پشم آلپاکا ساخته می‌شود که در فرهنگ بولیوی، پوشش غیررسمی مردم است. بر پایه گفته خود مورالس، وی بیشتر با تیم‌های فوتبال محلی، فوتبال بازی می‌کند.

## ورود به سیاست
اوو مورالس به عنوان یک کنشگر مدافع حقوق کشاورزان کوکا و مردم بومی مورد تبعیض، وارد سیاست شد. او رهبر حزب «حرکت به سوی سوسیالیسم» است که در زبان اسپانیایی کوته‌نوشت آن MAS به معنای «بیشتر» است. او در سال‌های اخیر همانند دیگر احزاب و گروه‌ها، درگیر جنگ‌های مربوط به نفت و گاز در این کشور بود که عموماً به نام جنبش‌های سوسیال شناخته می‌شوند.
مورالس در سال ۲۰۰۲ در انتخابات ریاست جمهوری در رتبه دوم قرار گرفت که برای احزاب سنتی، شکست سختی بود. او شکست خود را به کارشکنی ایالات متحده آمریکا علیه خود نسبت داد.

## انتخابات سال ۲۰۰۵
در سال ۲۰۰۵ به دنبال افزایش نارضایتی‌ها و آشوب‌ها، رئیس‌جمهور وقت، کارلوس مسا استعفا داد و رئیس مجلس ادواردو رودریگز ولتز تصمیم گرفت تا انتخابات سال ۲۰۰۷ را در دسامبر ۲۰۰۵ برگزار کند. رهبری مورالس عامل کلیدی در برگزاری تظاهرات و برکناری رئیس‌جمهور وقت بود.
در ۴ دسامبر ۲۰۰۵ مورالس با به‌دست آوردن ۳۲٪ همه آرا در رأس قرار گرفت و جرج کوایروگا (محافظه‌کار) حدود ۲۷٪ آراء، و ساموئل دوریا کمینه آرا یعنی ۱۵٪ را به خود اختصاص دادند. با وجود اینکه بیش از ده هزار داور انتخابات به صحت انتخابات سوگند خوردند اما رأی‌گیری دوباره در ۱۸ دسامبر برگزار شد. پس از شمارش آرا، همان‌طور که انتظار می‌رفت مورالس ۴۲ تا ۴۵ درصد آرا را به خود اختصاص داد و جرج کوایروگا ۳۳ تا ۳۷ درصد آرا را به‌دست آورده بود. در ۲۲ دسامبر ۲۰۰۵ پس از شمارش رسمی آرا ۵۳٫۸۹۹ ٪ از ۹۸٫۶۹۷ ٪ همه آرا شمارش شده به نفع مورالس بود.
در ۲۲ ژانویه ۲۰۰۶ مورالس به‌طور رسمی در لاپاز، در مراسمی با کمک رئیس‌جمهوری آرژانتین (نستور کیرشنر) و هوگو چاوز، قدرت را به دست گرفت. رئیس‌جمهور شیلی، ریکاردو لاگوس (که کشورش از گذشته از نظر دیپلماتیک با بولیوی دچار مشکل بود) نیز در این مراسم شرکت داشت و به‌طور خصوصی با وی دیدار کرد. مورالس از برگزاری این مراسم به عنوان نقطه آغازی در برقراری روابط با دیگر کشورها و پایان استعمار این کشور نام برد.
اوو مورالس نخستین رئیس‌جمهور بولیوی از نژاد بومی و غیر سفیدپوست این کشور بود.

مورالس، کشور را از سه راه: برقراری روابط با رؤسای شهری و احزاب، نیروی نظامی، و نیروهای میانه‌رو به سوی سوسیالیسم پیش برد. در ۲۱ اوت [چه سالی؟]، مورالس همتا و دوست خود، اکوارو گراسیا را به عنوان جانشین برای انتخابات ریاست جمهوری انتخاب کرد. اکوارو گراسیا نظریه‌پرداز چپ‌گرا، جامعه‌شناس، ریاضی‌دان، و تحلیل‌گر مسائل سیاسی بود که به همراه فیلیپ کوئیسپه در تاپک کاتاری گاریلا (FGTK)، بخشی از ارتش، جنگیده بود. 

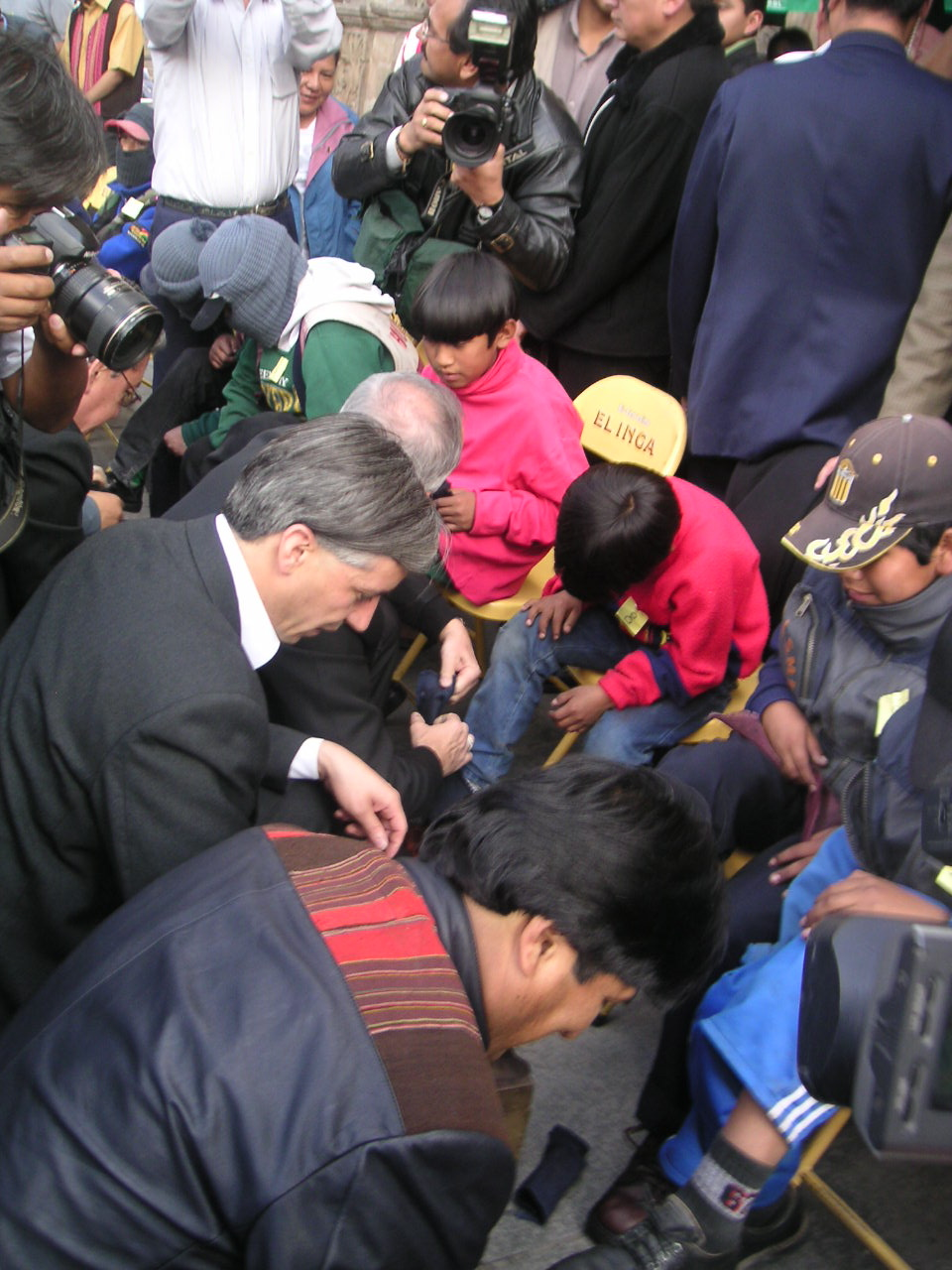
اوو مورالس و معاون وی آلوارو گارسیا در حال واکس زدن کفش کودکان (۲۰۰۶)

## ریاست جمهوری

### تحلیف
در ۲۱ ژانویه ۲۰۰۶ مورالس ترتیب جشن بومی در محل مذهبی و روحانی تیوکو و محل باستانی کلمبیایی شهر تیراناکا را داد؛ در آنجا وی به عنوان Apu Mallku یا رهبر عالی آیمارا مراسم تحلیف را به جای آورد. افراد بومی هم‌نژاد مورالس، احزاب و گروه‌های مختلف آمریکای لاتین، و نیز روسای کشورهای جهان هدایای بسیاری را به وی اهدا کردند. مورالس گفت» این نخستین‌بار است که مردم آیمارا در بولیوی، قدرت مطلق (پادشاهی) را از ان خود کرده‌اند.

### تور جهانی
از ۲۹ دسامبر سال ۲۰۰۵ مورالس تور گردشگری بین‌المللی را راه‌اندازی کرد و آن را به عنوان تور میانه بین آمریکای لاتین و جنوبی توصیف کرد.
در دوهفته، مورالس با رؤسای چندین کشور همسایه برای جلب پشتیبانی‌های سیاسی واقتصادی برای تغییرات در کشورش دیدار کرد. گفته می‌شود که این تور گردشگری، شکافی راکه بین این کشورها و کشورهای دیگر از جمله آمریکا ایجاد کرده بود را تا اندازه‌ای پر کرد.

روزشمار

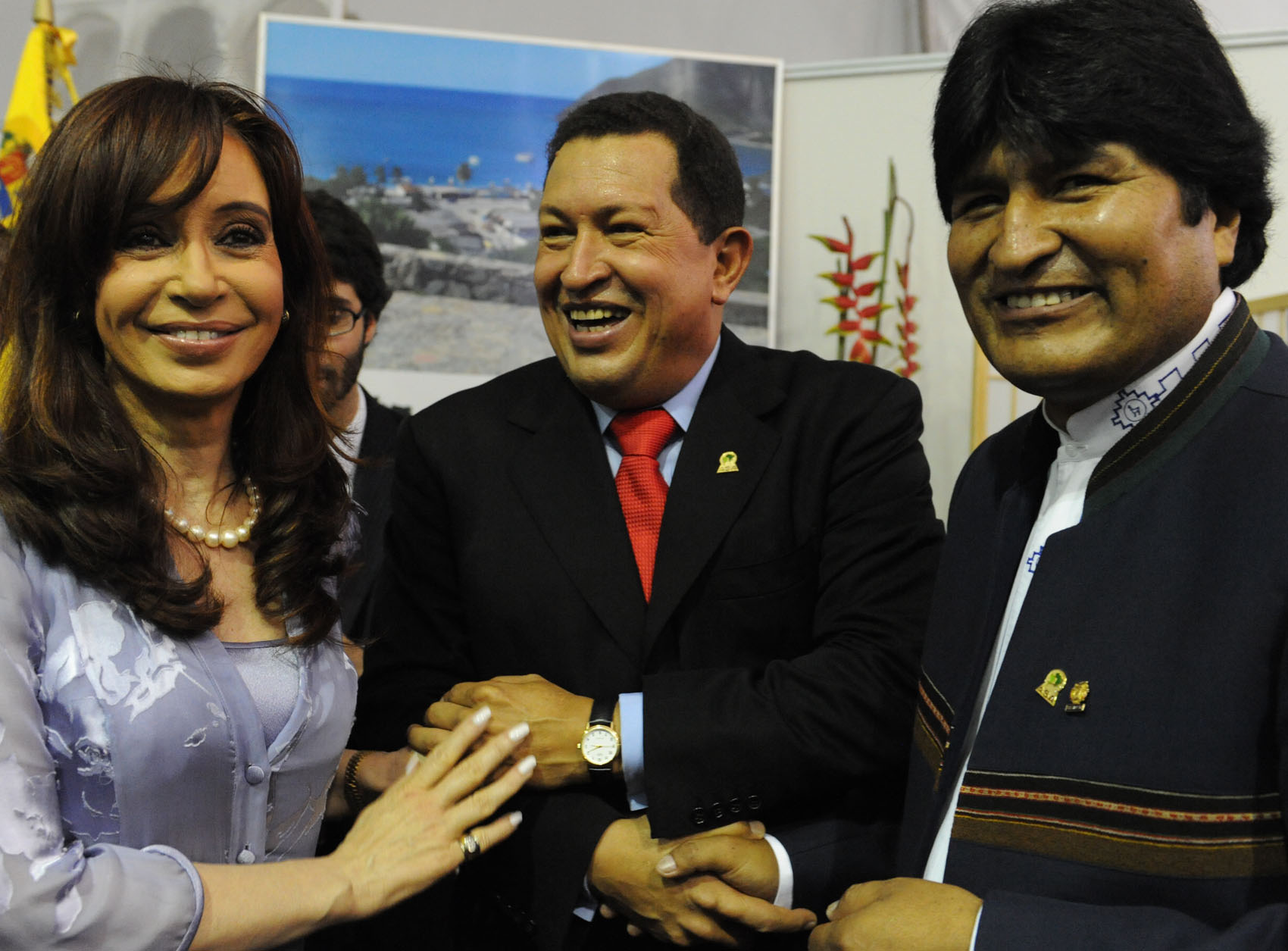
مورالس به همراه هوگو چاوز (رئیس‌جمهور ونزوئلا) و کریستینا فرناندس (رئیس‌جمهور آرژانتین) لوئیس ایناسیو لولا دا سیلوا (۲۶ سپتامبر ۲۰۰۹)

- ۳۰ دسامبر ۲۰۰۵ پس از برپایی مراسم پیروزی کوبا برای به قدرت رسیدن دموکرات‌ها، مورالس از شهر اورینوکو، بازدید کرد. پس از آن در هاوانا میزبان رئیس‌جمهور کوبا، فیدل کاسترو بود. آنها سند همکاری آموزش و بهداشت بین بولیوی و کوبا را به امضاء رساندند. مورالس در صحبت‌هایش با کاسترو از او و چاوز به عنوان «فرمانده‌هان ارتش آزادی آمریکا نام برد».
- ۳ ژانویه ۲۰۰۶: وی در کاراکاس با هوگو چاوز دیدار کرد. چاوز به وی پیشنهاد مبادله ۱۵۰۰۰۰ بشکه گازوئیل در هر ماه به جای وارد کردن از کشورهای دیگر کرد که در عوض آن محصولات کشاورزی را از بولیوی وارد کند.
- ۴ ژانویه ۲۰۰۶: نخست‌وزیر اسپانیا خوزه لوئیز رودریگز ساپاترو، در کاخ مونکلوا با مورالس دیدار کرد. وی در سند رسمی اعلام کرد که تا مبلغ ۱۲۰ میلیون یورو به این کشور وام پرداخت خواهد کرد.
- ۵ ژانویه ۲۰۰۶: مورالس با پادشاه جوان کارلوس در کاخ زارزوالا در اسپانیا دیدار کرد. در این دیدار رسانه‌های جمعی اسپانیا در مورد شیوه لباس پوشیدن غیررسمی مورالس که از جنس پشم آلپاکا بود و رنگی شبیه به لباس آمریکایی‌های بومی داشت انتقاد کردند. در واکنش به این دیدار، خوزه ماریا اسنار اعلام کرد که وی بنیاد واکاوی و پژوهش‌های اجتماعی را با سرمایه شخصی خودش پدیدآورده و از این سازمان برای مبارزه علیه کاسترو، مورالس و چاوز استفاده خواهدکرد.
- ۶ ژانویه ۲۰۰۶: مورالس با رئیس‌جمهور فرانسه ژاک شیراک در پاریس دیدار کرد. ژیراک گفت تا زمانی که بولیوی از سرمایه‌های این کشور در بولیوی حفاظت کند قول پشتیبانی‌های سیاسی و اقتصادی می‌دهد. همان روز مورالس با وزیر امور خارجه هلند، بن بات، دیدار کرد. بن بات قول به مورالس قول کمک ۱۵ میلیون یورویی در سال را داد.
- ۷ ژانویه ۲۰۰۶: مورالس با خاویر سولانا در بروکسل دیدار کرد. او نیز در برابر حفاظت از سرمایه‌گذاران اروپایی در این کشور، قول پشتیبانی‌های اقتصادی را داد.
- ۹ ژانویه ۲۰۰۶: مورالس با هو جینتائو و وزیر بازرگانی چین بو شیلای دیدار کرد. وی از کارآفرینان، سرمایه‌گذاران و دولت چین دعوت کرد تا در پروژه‌های استخراج گاز در این کشور سرمایه‌گذاری کنند و در ساخت تصفیه‌خانه‌های گازی در این کشور شریک شوند.
- ۱۰ ژانویه ۲۰۰۶: مورالس مهمان رئیس‌جمهور آفریقای جنوبی تابو امبکی در پرتوریا شد. وی در این دیدار مبارزات سیاهپوستان آفریقایی در طول دوره آپارتاید را با مبارزات بومیان آمریکایی در آمریکا مقایسه کرد.
- ۱۱ ژانویه ۲۰۰۶: مورالس با نلسون ماندلا در دیسموند دیدار کرد که از وی و رئیس‌جمهوری پیشین (اف. دبلیو. کلرک) به عنوان افرادی فروتن و خونگرم نام برد.
- ۱۳ ژانویه ۲۰۰۶: مورالس ازکشور برزیل بازدید و با رئیس‌جمهور برزیل، لوئیس ایناسیو لولا دا سیلوا دیدار کرد و از وی به عنوان برادر و دوست خود نام برد. آن‌ها با یکدیگر قرار گذاشتند که تا زمانی که فقر از این کشور رخت ببندد با هم همکاری و مشارکت کنند.

### ملی‌سازی صنعت گاز طبیعی
بولیوی دومین کشور بزرگ صادرکننده گاز طبیعی در آمریکای جنوبی است که پس از ونزوئلا ۴۸٫۸ تریلیون متر مکعب گاز استخراج می‌کند. در سال ۲۰۰۵ به دنبال اعتراض‌های عمومی و شورش‌ها، کنزالو سانچز رئیس مجلس، لایحه‌ای را در مورد انرژی تصویب کرد که مالیات بر تولید از ۱۸٪ به ۳۲٪ افزایش یافت.
مورالس تصویب‌نامه‌ای را به امضاء رساند که بر پایه آن استحصال گازهای طبیعی باید بر پایه قوانین ملی شدن باشد. وی با دادن دستورهای لازم به ارتش و مهندسان شرکت ملی نفت بولیوی، امنیت و انحصار تأسیسات تولیدات انرژی را بر عهده دولت گذاشت و یک مهلت شش‌ماهه به شرکت‌های خارجی برای تمدید قرارداد یا صرف نظر از مشارکت داد. نایب رئیس وی آلوارو گارسیا گفت: درآمدی در سال آینده از حوزه انرژی نصیب دولت خواهد شد به مبلغی بالغ بر ۷۸۰ میلیون دلار خواهد رسید؛ که تقریباً شش برابر سال ۲۰۰۲ است. در میان ۵۳ شرکت خارجی که تحت تأثیر این قانون قرار گرفتند شرکت پتروبراس، از بزرگ‌ترین شرکت‌های بزرگ سرمایه‌گذاری خارجی در بولیوی بود که ۱۴٪ از استخراج گاز این کشور تحت نظارت این شرکت برزیلی انجام می‌شد. وزیر انرژی برزیل، سیلاس روندئو ضمن محکوم کردن این لایحه، از آن به عنوان حرکتی غیر دوستانه و در تضاد با مناسبت‌های پیشین بین کشورش و بولیوی یاد کرد.
شرکت‌های گازی اکسان‌موبیل ایالات متحده، پتروبراس برزیل، رپسول اسپانیا، و توتال فرانسه از جمله شرکت‌های فعال در بولیوی هستند. به گفته رویترز پس از انعکاس فعالیت‌های نفتی بولیوی و بستن قرارداد با ونزوئلا به عنوان بزرگترین کشور صادرکننده نفت، بولیوی به پنجمین کشور بزرگ صادرکننده نفت تبدیل شده‌است و کشورهایی که با آن قرارداد می‌بستند به قانون مالیات عطف به ماسبق پیوستند. شرکت ملی نفت بولیوی که هزینه خدمات شرکت‌های نفتی خارجی را می‌پردازد پیشنهاد ۵۰٪ ارزش بر تولید را به شرکت‌ها داد. هرچند این مصوبه نشان داد که شرکت‌هایی که دوتا از بزرگترین میدان‌های گازی کشور را استخراج می‌کنند تنها ۱۸٪ دریافت کرده‌اند.

### کوکا
از مدت‌ها پیش کوکا برای ساخت کوکائین استفاده می‌شد. مردم بومی منطقه اندیان، کوچاووایمارا از برگ‌های کوکا به عنوان این مکمل غذایی استفاده می‌کردند. آنها این برگ‌ها را می‌جویدند و برای این برگ‌ها احترام زیادی قائل بودند. امروزه، مصرف قانونی برگ‌های کوکا بخشی از زندگی روزمره مردم روستایی، کارگران و معدن کاران است. در بولیوی، کوکا به‌طور قانونی و آزادانه برای فروش موجود است. گفته می‌شود طرح‌های بزرگ که به اسپانیایی «plan dignidad» گفته می‌شوند از جمله طرح‌های ایالات متحده، برای تولید کوکا به صفر در هستند.
مورالس می‌گفت مشکل مربوط به مصرف کوکائین باید حل شود. اما این مسئله نباید با ریشه‌کنی این گیاه و نابود کردن آن همراه باشد، بلکه می‌توان این کار را با روش دیگر، مانند فرستادن نیروهای نظامی به منطقه کاشت کوکا برای نظارت بر منطقه انجام داد. البته این نظریه با مخالفت سازمان‌های مردم‌نهاد بود؛ زیرا آن را مغایر با قوانین حقوق بشر می‌دانستند.
اختلافات زیادی دربارهٔ اجرای قوانین مربوط به عدم مصرف مواد مخدر و همکاری بین بین ایالات متحده و بولیوی در این راستا وجود دارد. اما مقامات رسمی هر دو کشور بر سر مبارزه علیه مصرف این مواد و قاچاق مواد مخدر توافق دارند. سین مک کرمک از دپارتمان دولتی ایالات متحده به پشتیبانی از دولت بولیوی برای، پیشبرد سیاست‌های ضد مواد مخدر تأکید داشت. در این رابطه مورالس در جایی گفت: "در آینده، هیچ کوکائین و نیز هیچ قاچاق کوکائینی در کار نخواهد بود. اما این بدان معنی نیست که کشت گیاه از بین برود. از نظر وی از بین رفتن کاشت این گیاه به معنای از بین رفتن گیاهان دارویی آیماراس و کواچاس (Cuechus) بود.

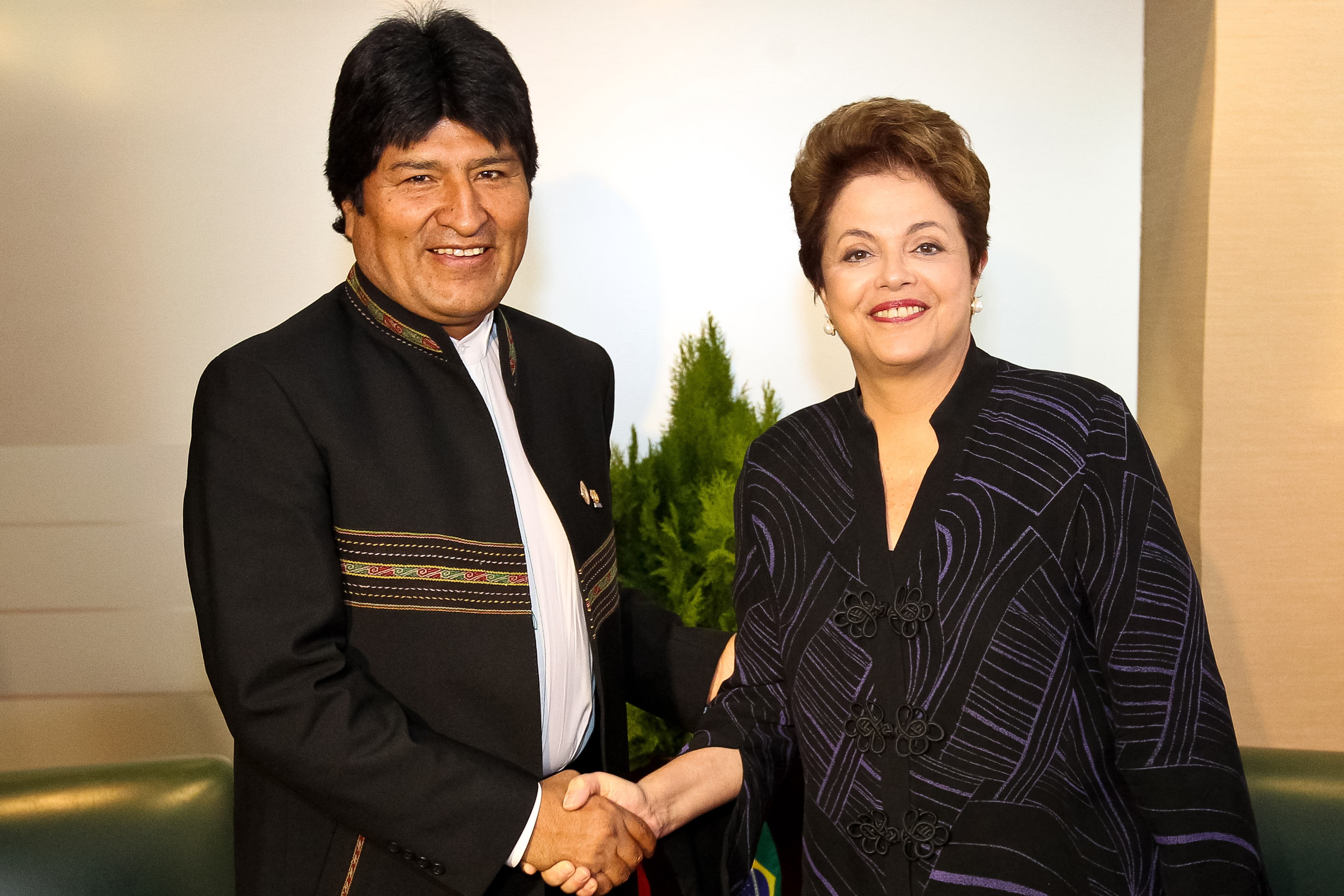
دیدار با دیلما روسف (رئیس‌جمهور برزیل) در کاراکاس، ونزوئلا (۲ دسامبر ۲۰۱۱)

### روابط خارجی

#### آمریکا
اوو مورالس به تحریکات ایالات متحده در ارتباط با محدوده تجارت آزاد آمریکا اشاره کرد و از آن به عنوان قراردادی برای قانونی کردن استعمار دیگر کشورها یاد کرد. او از سخنان ریاست جمهوری ونزوئلا، هوگو چاوز برای بکاربردن اصطلاح محور خوبی‌ها بین بولیوی، کوبا و ونزوئلا که واشینگتن آن را محور شرارت اعلام کرده بود پشتیبانی کرد.
اوو مورالس به مبارزه خود در دفاع از حقوق کشاورزان کوکا ادامه داد. او با وجود فشارهای فزاینده آمریکا کشت کوکا را غیرقانونی اعلام نکرد. اما نظارت دولت بر کشت و فروش کوکا را افزایش داد.
رهبری حزب جنبشی برای سوسیالیسم و دیدگاه‌های چپ‌گرایانه مورالس و مخالفت با سلطه آمریکا در آمریکای لاتین از دیگر دلایل اختلاف تنش بین دو کشور بود.
مورالس در سال ۲۰۰۸ فیلیپ گولدبرگ، سفیر آمریکا در بولیوی را به اتهام توطپه‌چینی علیه او اخراج کرد. وی همچنین هرگونه فعالیت اداره مبارزه با مواد مخدر آمریکا را در بولیوی ممنوع کرد. تیرگی روابط بولیوی با آمریکا تا آنجا پیش رفت که مورالس، با وجود نیاز به کمک مالی، تصمیم گرفت که نمایندگی ایالات متحده آمریکا برای توسعه بین‌المللی (USAID) را از بولیوی اخراج کند.

#### ایران
سیاست خارجی آمریکاستیز اوو مورالس، توجه مثبت مقامات ایرانی را برانگیخت. محمود احمدی‌نژاد بارها با مورالس دیدار کرد و او در تهران با سید علی خامنه‌ای نیز دیدار کرد.

## همه‌پرسی برای ادامه ریاست‌جمهوری
در سال ۲۰۰۸ مورالس قول داد که در انتخابات بعدی، انتخابات سال ۲۰۱۴ دیگر برای ریاست‌جمهوری نامزد نمی‌شود. با این حال باز هم نامزد و پیروز شد. در فوریه ۲۰۱۶ یک همه‌پرسی برای نامزدی دور چهارم ریاست‌جمهوری مورالس در بولیوی برگزار شد. او با فاصله اندکی در این همه‌پرسی شکست خورد. اما در دسامبر ۲۰۱۶ حزب MAS او را به عنوان نامزد این حزب در انتخابات ریاست‌جمهوری سال ۲۰۱۹ معرفی کرد. مورالس رای مردم را نپذیرفت و به دادگاه قانون اساسی بولیوی شکایت کرد. در نوامبر ۲۰۱۷ دیوان عالی قضایی بولیوی، برخلاف قانون اساسی کشور، رای داد که همه سمت‌های انتخابی، هیچ محدودیت دوره ندارند. این دیوان در سال ۲۰۱۱ در دوره ریاست‌جمهوری مورالس و برای جایگزینی نظام قضایی، با نظام مورد نظر او تشکیل شده بود و بیشتر اعضای آن هواداران مورالس بودند. این نهاد قضایی در رای خود، سلطه‌جویی و نفوذ آمریکا بر نتیجه همه‌پرسی را از دلایل تأثیرگذار بر رای خود اعلام کرد.

## انتخابات ۲۰۱۹ بولیوی
در ۲۰ اکتبر ۲۰۱۹ مورالس با ۴۷/۱ درصد آرا در دور نخست انتخابات ۲۰۱۹ بولیوی پیروز شد. این نتایج اعلام‌شده بلافاصله اعتراض‌برانگیز شد و به تظاهرات گسترده در کشور منجر شد. در ۹ نوامبر ۲۰۱۹ سازمان کشورهای آمریکایی در نتیجه‌گیری گزارش اولیه خود اعلام کرد در این انتخابات «به‌وضوح دست‌کاری شده‌است» و اسنادی از دست‌کاری داده‌ها و جعل امضا وجود دارد. روز بعد مورالس اعلام کرد انتخابات تازه‌ای برگزار می‌کند.
پس از پیوستن پلیس به معترضان و در ۱۰ نوامبر، به گزارش نیویورک تایمز، ژنرال ویلیامز کالیمن، فرمانده نیروهای نظامی بولیوی گفت: «سران ارتش معتقدند که مورالس باید 'به خاطر مصلحت بولیوی ما' کنار برود تا 'آرامش و ثبات در کشور دوباره برقرار شود'». در ۱۲ نوامبر مورالس به مکزیک رفت و در آنجا پناهنده شد. مورالس، همراه با دولت‌های مکزیک، کوبا، نیکاراگوئه و دولت نیکلاس مادورو در ونزوئلا کناررفتن او از قدرت در بولیوی را کودتا خواندند.

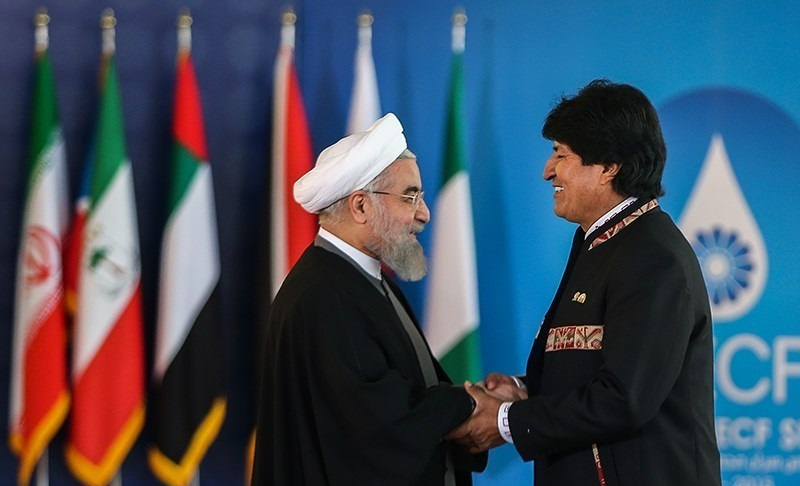
دیدار با حسن روحانی در سومین اجلاس مجمع کشورهای صادرکننده گاز (۲ آذر ۱۳۹۴–۲۳ سپتامبر ۲۰۱۵)

## بازگشت به بولیوی
پس از پیروزی لوئیس آرسه در انتخابات سراسری بولیوی (۲۰۲۰) در ۱۸ اکتبر ۲۰۲۰ اوو مورالس در ۸ نوامبر ۲۰۲۰ پس از گذراندن تبعید در آرژانتین به بولیوی بازگشت.

## سیاست و خط‌مشی
مورالس پیش از تشکیل MAS در مورد دخالت نیروهای بیگانه گفته بود: «بدترین دشمن بشریت کاپیتالیسم (نظام سرمایه‌داری ایالات متحده) است؛ زیرا این کشور ما را به قیام علیه خودمان و ایجاد آشوب و طغیان در برابر سیاست‌های دولت تحریک می‌کند. اگر همه ملت‌های جهان به این واقعیت اعتراف نکنند که دولت‌های ملی کم‌ترین چیزها را برای خوراک، آموزش، و سلامت ارائه نمی‌کنند، همه‌روزه شاهد نقض حقوق اساسی انسانی خواهیم بود».
مورالس توانست قانون اساسی بولیوی را تغییر دهد و نظام سیاسی کشور را چندملیتی اعلام کند. بر این اساس، بولیوی، یک کشور سکولار است که هویت و فرهنگ‌های بومی آن به رسمیت شناخته شده و برای حفظ و رشد آن تلاش می‌شود.
در مارس ۲۰۰۶ مورالس در ایالت سانتا کروس د لا سیرا خبری را منوط به افزایش کمینه دستمزدها تا ۵۰٪ اعلام کرد که در آغاز، ۴۵ یورو تنظیم شده بود که بعداً به ۶۷ یورو افزایش می‌یافت. مورالس پیش‌تر اعلام کرده بود که این میزان باید به ۱۰۰٪ برسد. با این حال، شش نفر از هر ده کارگر، بخشی از اقتصاد غیررسمی کشور هستند که تأثیر این افزایش دستمزد را محدود خواهد کرد.
اوو مورالس مالیات بر درآمد را افزایش داد و با این درآمدها سرمایه‌گذاری‌های بلندپروازانه‌ای در پروژه‌های عمومی برای کاهش فقر و افزایش خدمات بهداشتی در کشور انجام داد. در دوران مورالس، فقر شدید از ۳۸٪ در سال ۲۰۰۶ به ۱۷٪ در سال ۲۰۱۸ کاهش یافت.
در دوره مورالس ذخیره ارزی کشور نیز تا اندازه زیادی افزایش یافت.

### انتقادها
مخالفان مورالس او را متهم می‌کردند که هرگز موفق نشد با فساد در بولیوی مبارزه کند.
سیاست فقرزدایی مورالس باعث تحمیل هزینه‌های سنگین به طبقه متوسط این کشور و بروز نارضایتی در سیاست و رسانه‌ها شد.
در سال ۲۰۱۸ دیوان بین‌المللی دادگستری رای داد که شیلی حق تصاحب یک بندر در اقیانوس آرام را دارد. با این رای، دسترسی بولیوی به آب‌های آزاد قطع شد و بولیوی تبدیل به کشور محصور در خشکی شد. این رای برای دولت مورالس، بسیار تحقیر آمیز بود.
با وجود اعلام حمایت مورالس از محیط زیست و فرهنگ و تمدن بومیان این کشور، او با یک پروژه راه‌سازی جنجالی در بخشی از جنگل‌های آمازون که در خاک بولیوی قرار دارد، موافقت کرد. بومیان بولیوی به این پروژه اعتراض کردند که به درگیری‌های شدید و توقف کار در سال ۲۰۱۱ انجامید اما در سال ۲۰۱۷ دوباره از سرگرفته شد.
اوو مورالس به دلیل آتش‌سوزی‌های سال ۲۰۱۹ در آمازون مورد انتقاد قرار گرفت. مخالفان مورالس او را متهم می‌کردند که با سوزاندن مهارشده جنگل‌ها موافقت کرده‌است.

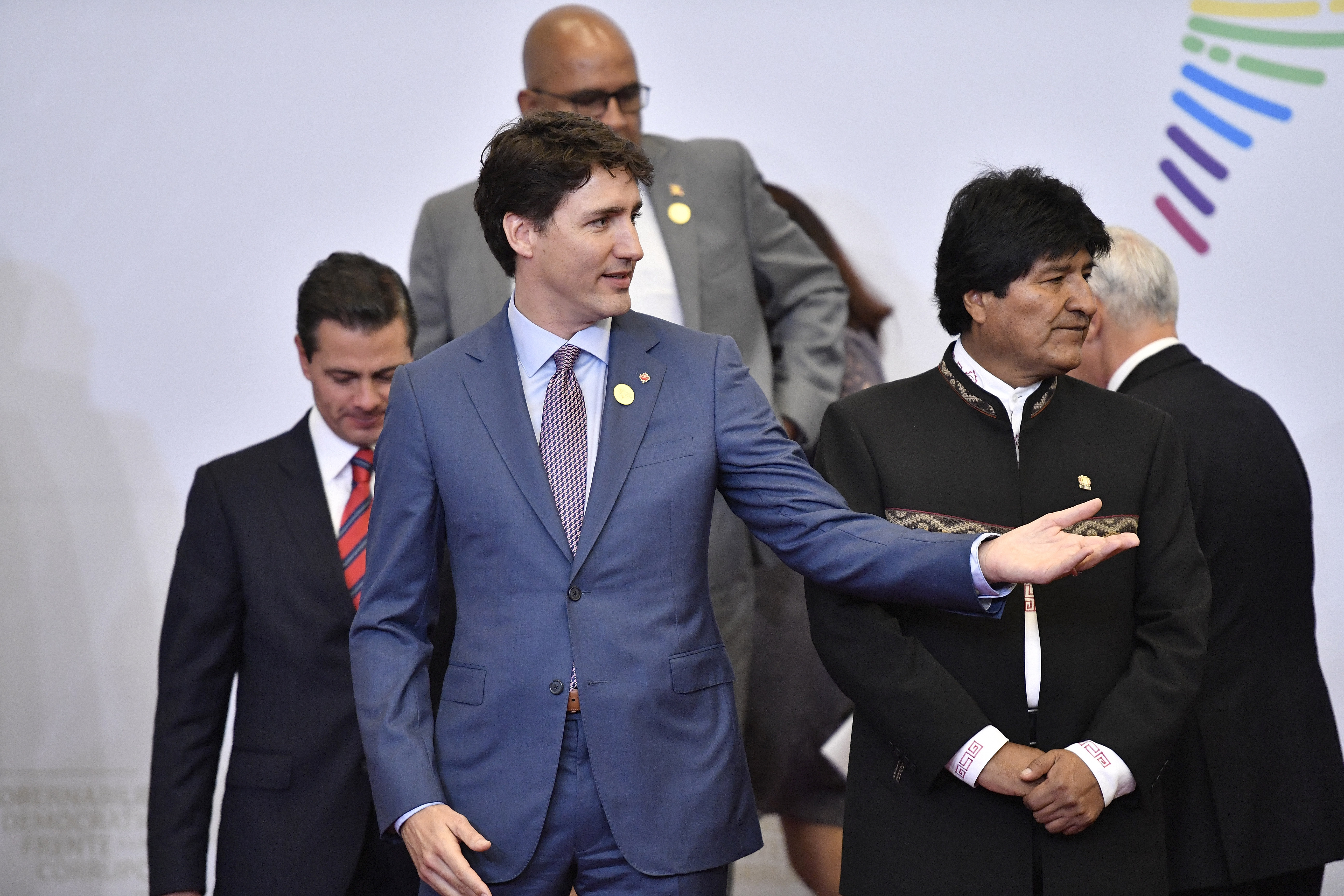
به همراه انریکه پنیا نیتو (رئیس‌جمهور مکزیک) و جاستین ترودو (نخست‌وزیر کانادا) در هشتمین نشست قاره آمریکا (۱۴ آوریل ۲۰۱۸)